# Pachira
Genre
Classification phylogénétique
Pachira est un genre d'arbres de la famille des Bombacaceae, selon la classification classique, ou de celle des Malvaceae, selon la classification phylogénétique. 
Ce sont des arbres tropicaux des zones humides d'Amérique centrale et d'Amérique du Sud à feuilles palmées et à écorce verdâtre lisse. Il est aussi appelé châtaignier de Guyane en raison de la ressemblance de son feuillage.

## Liste d'espèces
- Pachira aquatica Aubl.
- Pachira emarginata A.Rich.
- Pachira glabra (en) Pasq.
- Pachira insignis (Sw.) Savigny
- Pachira quinata (Jacq.) W.S.Alverson